# تپه‌حصار کهنه
تپه حصار کهنه مربوط به دوران‌های تاریخی پس از اسلام است و در شهرستان درمیان، روستای آواز واقع شده و این اثر در تاریخ ۷ مهر ۱۳۸۱ با شمارهٔ ثبت ۶۳۶۹ به‌عنوان یکی از آثار ملی ایران به ثبت رسیده است.